# Canoagem nos Jogos Pan-Americanos de 1987
As competições de canoagem nos Jogos Pan-Americanos de 1987 foram realizadas em Indianápolis, nos Estados Unidos.

## Masculino
| Evento                   | Ouro                    | Prata                   | Bronze                  |
| ------------------------ | ----------------------- | ----------------------- | ----------------------- |
| C-1 500 metros detalhes  | Jim Terrell (USA)       | Stephen Wasteneys (CAN) | Jorge Montero (CUB)     |
| C-2 500 metros detalhes  | CUB Cuba                | CAN Canadá              | USA Estados Unidos      |
| C-1 1000 metros detalhes | Bruce Merritt (USA)     | Armando Silega (CUB)    | Stephen Wasteneys (CAN) |
| C-2 1000 metros detalhes | CAN Canadá              | USA Estados Unidos      | CUB Cuba                |
| K-1 500 metros detalhes  | Norman Bellingham (USA) | Luis Pérez (CUB)        | Jeff Houser (CAN)       |
| K-2 500 metros detalhes  | USA Estados Unidos      | CUB Cuba                | CAN Canadá              |
| K-1 1000 metros detalhes | Gregory Barton (USA)    | Jorge García (CUB)      | Atilio Vásquez (ARG)    |
| K-2 1000 metros detalhes | USA Estados Unidos      | CUB Cuba                | CAN Canadá              |
| K-4 1000 metros detalhes | USA Estados Unidos      | CUB Cuba                | ARG Argentina           |

### Feminino
| Evento                  | Ouro                 | Prata              | Bronze              |
| ----------------------- | -------------------- | ------------------ | ------------------- |
| K-1 500 metros detalhes | Traci Phillips (USA) | Erika Revesz (CAN) | Verónica Arbo (ARG) |
| K-2 500 metros detalhes | USA Estados Unidos   | CAN Canadá         | ARG Argentina       |
| K-4 500 metros detalhes | USA Estados Unidos   | CAN Canadá         | CUB Cuba            |

## Quadro de medalhas
| Posição | Nação              |    |    |    | Total |
| ------- | ------------------ | -- | -- | -- | ----- |
| 1       | USA Estados Unidos | 10 | 1  | 1  | 12    |
| 2       | CUB Cuba           | 1  | 6  | 3  | 10    |
| 3       | CAN Canadá         | 1  | 5  | 4  | 10    |
| 4       | ARG Argentina      | 0  | 0  | 4  | 4     |
| Total   | Total              | 12 | 12 | 12 | 36    |